# Teniaggoûri
Der Teniaggoûri ist der zweithöchste Berg Mauretaniens sowie der höchste Berg im Adrar-Plateau und liegt am Ende einer zwölf Kilometer langen Gipfelkette mit weiteren namenlosen Gipfeln. Seine Höhe von 815 m wurde in einer IGN-Karte der 1960er Jahre dokumentiert. Für einen der namenlosen Gipfel, 7500 Meter südwestlich des Teniaggoûri (20° 34′ 15,2″ N, 12° 48′ 31,8″ W), wurde in dieser Karte sogar eine Höhe von 820 m angegeben. Mithin lässt sich sagen, dass der Teniaggoûri als Bergkette fünf Meter höher ist als der Einzelgipfel. Atar, die Hauptstadt der Region Adrar, liegt 33 Kilometer westlich des Teniaggoûri in einer Senke am Fuß des Adrar-Plateaus.
Der Teniaggoûri wirkt durch seine Höhe als Blickfang am Ende der zwölf Kilometer langen Bergkette. Sie bildet einen nach Nordosten gerichteten Ausläufer am nordwestlichen Steilabfall des Adrar-Plateaus. Ihr Fuß wird auf allen drei Seiten von der Staubpiste umrundet, die traditionell von der Stadt Atar über den Amojjar-Pass auf die Hochfläche zu den geschichtsträchtigen Oasenstädten Chinguetti und Ouadane führte. Zwischen der Bergkette und dem eigentlichen Plateau bildet der Canyon des Oued Amogjar einen tiefen Einschnitt, durch den sich der Fahrweg zur Oberkante des Steilabfalls hinaufarbeitet.